# Вирий Луп
Вирий Луп (лат. Virius Lupus) — римский политический деятель и сенатор второй половины III века.

## Биография
Возможно, его отцом или дедом был консул 232 года Луций Вирий Луп Юлиан или консул 230 года Луций Вирий Агрикола. У Лупа была выдающаяся и продолжительная карьера. Известно, что он был консуляром Целимонтия, одного из 14 округов Рима. Также Луп был куратором города Лавиния и Лаврента.
Во время правления императора Галлиена Луп находился на посту презида провинции Аравия Петрейская. Ритор Каллиник из Петры посвятил ему одну из своих работ. После этого, в 260-х годах, Луп был наместником провинции Келесирия, которая, хотя формально и подчинялась Галлиену, находилась под властью пальмирского правителя Одената. В 271—272 годах он находился на посту проконсула Азии при Аврелиане. Он принимал активное участие в реорганизации восточных провинций после поражения Пальмирского царства в звании iudex sacrarum cognitionum vice Caesaris per Aegyptum et per Orientem. За этим последовало его назначение в коллегию понтификов Непобедимого Солнца, организованной Аврелианом, в качестве награды за службу.
Находясь на востоке, он встал на сторону Проба после того, как тот был провозглашен императором в 276 году. В 278 году Луп занимал должность ординарного консула вместе с Пробом. До этого он уже был консулом-суффектом, но датировать эту каденцию затруднительно. В 278—280 годах Луп находился на посту префекта Рима. Скорее всего, его потомками были консуляр Кампании в 361/363 году Луп и проконсул Африки в 337/361 году Вирий Луп.